# Zahrebelnea, Kalînivka
Zahrebelnea (în ucraineană Загребельня) este un sat în comuna Kordelivka din raionul Kalînivka, regiunea Vinnița, Ucraina.

## Demografie
Componența lingvistică a localității Zahrebelnea
     Ucraineană (97,29%)
     Rusă (2,55%)
Conform recensământului din 2001, majoritatea populației localității Zahrebelnea era vorbitoare de ucraineană (97,29%), existând în minoritate și vorbitori de rusă (2,55%).